# Campionato italiano di hockey su ghiaccio 1997-1998
Il Campionato italiano di hockey su ghiaccio 1997-98 fu organizzato dalla FISG.

## Serie A1
Dopo le polemiche esplose alla fine della stagione precedente sui torti arbitrali subiti dal Milano 24 e sul discusso gentlement agreement che prevede non più di quattro transfert-card per squadra, il campionato parte senza l'iscrizione della formazione milanese, che viene dirottata dal suo presidente Umberto Quintavalle nell'hockey in-line.
Il Varese torna nella massima Serie, ma i problemi di organico la danno tra le possibili retrocesse.

### Formula
La formula del torneo prevede la Regular Season, dalla quale le prime sei della classifica finale accedono al Master Round, mentre le altre otto disputano un girone intermedio che determina le quattro formazioni che devono giocarsi l'accesso ai playoff. Le formazioni perdenti e quelle non qualificate formano il Relegation Round, al termine del quale, vengono decise le tre formazioni che devono retrocedere.

### Formazioni
Sono 14 le squadre iscritte: Alleghe HC, Asiago Hockey AS, HC Bolzano, HC Brunico, SG Cortina, Courmaosta, SHC Fassa, Feltreghiaccio, HC Gardena, HC Laces Val Venosta, HC Merano, Renon Ritten Sport Hockey, AS Hockey Varese Bears e WSV Vipiteno Broncos.

### Seconda Fase
Nella seconda fase, sia per il Master Round che per il poule di mantenimento, le squadre mantengono metà dei punti acquisiti nella prima fase. 

#### Poule di mantenimento
Le qualificazioni, al meglio delle tre gare, mettono di fronte Vipiteno-CourmAosta ed il derby bellunese Alleghe-Cortina. Gli ampezzani superano le civette con un doppio 5-4; entrambe le gare sono vinte ai rigori. Il Vipiteno, invece, elimina il CourmAosta alla terza gara (5-2; 2-3; 5-4).
```
Vipiteno - CourmAosta 5-2 (2-0,1-1,2-1)
CourmAosta - Vipiteno 3-2 (0-1,1-1,2-0)
Vipiteno - CourmAosta 5-4 (2-0,1-0,2-4)
```

```
Alleghe - Cortina 4-5 OT (1-2,1-1,2-1,0-1)
Cortina - Alleghe 5-4 OT (0-3,1-0,3-1,1-0)
```

Vipiteno e Cortina accedono ai playoff.

##### Relegation Round
Il Relegation Round vede imporsi il Courmaosta. Laces Val Venosta, Varese e Renon retrocedono nella serie cadetta.

### Play off
All'inizio dei playoff, la finale annunciata è Bolzano-Asiago ma il Vipiteno rompe il patto di gentlemen agreement e inizia con dieci transfer-card (anziché quattro) rinforzando di molto la squadra e battendo così l'Asiago, vittoria ottenuta violando il patto tra le società. Successivamente i Broncos batteranno anche il Fassa e accederanno così per la prima volta nella loro storia alla finale scudetto.
|  | Quarti di finale | Quarti di finale | Quarti di finale | Quarti di finale | Quarti di finale |   |         | Semifinali       | Semifinali | Semifinali | Semifinali | Semifinali | Semifinali | Semifinali |  |  | Finale | Finale  | Finale | Finale | Finale | Finale | Finale |
|  |                  |                  |                  |                  |                  |   |         |                  |            |            |            |            |            |            |  |  |        |         |        |        |        |        |        |
|  | 1                | Bolzano          | 3                | 6                |                  |   |         |                  |            |            |            |            |            |            |  |  |        |         |        |        |        |        |        |
|  | 8                | Cortina          | 2                | 3                |                  |   |         |                  |            |            |            |            |            |            |  |  |        |         |        |        |        |        |        |
|  | 8                | Cortina          | 2                | 3                |                  |   | Bolzano | 7                | 6          | 10         |            |            |            |            |  |  |        |         |        |        |        |        |        |
|  |                  |                  |                  |                  |                  |   | Bolzano | 7                | 6          | 10         |            |            |            |            |  |  |        |         |        |        |        |        |        |
|  |                  |                  | Merano           | 6                | 5                | 4 |         |                  |            |            |            |            |            |            |  |  |        |         |        |        |        |        |        |
|  | 5                | Merano           | Merano           | 6                | 5                | 4 | 5†      | 7                |            |            |            |            |            |            |  |  |        |         |        |        |        |        |        |
|  | 5                | Merano           |                  |                  |                  |   | 5†      | 7                |            |            |            |            |            |            |  |  |        |         |        |        |        |        |        |
|  | 6                | Gardena          | 4                | 3                |                  |   |         |                  |            |            |            |            |            |            |  |  |        |         |        |        |        |        |        |
|  |                  |                  |                  |                  |                  |   |         |                  |            |            |            |            |            |            |  |  |        | Bolzano | 5      | 5      | 9      | 6      |        |
|  |                  |                  |                  | Vipiteno Broncos | 3                | 1 | 7       | 2                |            |            |            |            |            |            |  |  |        |         |        |        |        |        |        |
|  | 2                | Asiago           | 1                | 5                | 2                |   |         |                  |            |            |            |            |            |            |  |  |        |         |        |        |        |        |        |
|  | 7                | Vipiteno Broncos | 5                | 1                | 3                |   |         |                  |            |            |            |            |            |            |  |  |        |         |        |        |        |        |        |
|  | 7                | Vipiteno Broncos | 5                | 1                | 3                |   |         | Vipiteno Broncos | 6          | 6          | 6          | 7          |            |            |  |  |        |         |        |        |        |        |        |
|  |                  |                  |                  |                  |                  |   |         | Vipiteno Broncos | 6          | 6          | 6          | 7          |            |            |  |  |        |         |        |        |        |        |        |
|  |                  |                  | Fassa Falcons    | 8                | 4                | 4 | 5       |                  |            |            |            |            |            |            |  |  |        |         |        |        |        |        |        |
|  | 3                | Bruneck-Brunico  | Fassa Falcons    | 8                | 4                | 4 | 5       | 3                | 2          | 2          |            |            |            |            |  |  |        |         |        |        |        |        |        |
|  | 3                | Bruneck-Brunico  |                  |                  |                  |   |         | 3                | 2          | 2          |            |            |            |            |  |  |        |         |        |        |        |        |        |
|  | 4                | Fassa Falcons    | 2                | 4                | 4                |   |         |                  |            |            |            |            |            |            |  |  |        |         |        |        |        |        |        |

†: partita terminata ai tempi supplementari; ‡: partita terminata ai tiri di rigore
 L'Hockey Club Bolzano vince il suo quindicesimo scudetto.

Formazione Campione d'Italia: Christian Alderucci - Sean Basilio - Trevor Burgess - Armando Chelodi - Luigi Da Corte - Stephan Figliuzzi - Daniele Giacomin - Günther Hell - Paolo Lasca - Stefan Mair - Igor Maslennikov - Mario Nobili - Robert Oberrauch - Martin Pavlu - Kai Rautio - Ruggero Rossi De Mio - Christian Timpone - Lucio Topatigh - Carmine Vani - Mikhail Vassilev - Sergei Vostrikov - Harald Zingerle - Rheinard Wieser.

Allenatore: Jan Czeslav Panek.

### Classifica finale
| Pos. | Squadra          |
| ---- | ---------------- |
| 1    | Bolzano          |
| 2    | Vipiteno Broncos |
| 3    | Fassa Falcons    |
| 4    | Merano           |
| 5    | Asiago           |
| 6    | Gherdëina        |
| 7    | Bruneck-Brunico  |
| 8    | Cortina          |
| 9    | CourmAosta       |
| 10   | Alleghe          |
| 11   | Feltreghiaccio   |
| 12   | Val Venosta      |
| 13   | Varese           |
| 14   | Ritten-Renon     |

### Marcatori
Il Top scorer stagionale è Igor Maslennikov del Bolzano con 145 punti (52 gol e 93 assist), seguito da Sergei Vostrikov (Bolzano, 142 p.ti, 71 + 71), Danny Gravelle (Vipiteno, 136 p.ti, 63 + 73), Kevin Riehl (Alleghe, 123 p.ti, 63 + 60) e Denis Chalifoux (Vipiteno, 117 p.ti, 59 + 58).

## Serie B

### Playoff
|  | Quarti di finale | Quarti di finale | Quarti di finale | Quarti di finale | Quarti di finale |  |  | Semifinali | Semifinali | Semifinali | Semifinali | Semifinali |   |   | Finale  | Finale  | Finale | Finale | Finale |  |
|  |                  |                  |                  |                  |                  |  |  |            |            |            |            |            |   |   |         |         |        |        |        |  |
|  | Como             | Como             | Como             | 3‡               | 5                |  |  |            |            |            |            |            |   |   |         |         |        |        |        |  |
|  | Settequerce      | Settequerce      | Settequerce      | 2                | 2                |  |  | Como       | Como       | Como       | 0          | 2          |   |   |         |         |        |        |        |  |
|  | Auronzo          | Auronzo          | Auronzo          | 8                | 13               |  |  | Auronzo    | Auronzo    | Auronzo    | 1          | 6          |   |   |         |         |        |        |        |  |
|  | Falchi Bosco     | Falchi Bosco     | Falchi Bosco     | 1                | 3                |  |  |            |            |            |            |            |   |   | Auronzo | Auronzo | 4      | 6      | 5      |  |
|  | EV Bozen         | EV Bozen         | EV Bozen         | 14               | 6                |  |  |            |            | Zoldo      | Zoldo      | 6          | 4 | 2 |         |         |        |        |        |  |
|  | Valpellice       | Valpellice       | Valpellice       | 0                | 1                |  |  | EV Bozen   | EV Bozen   | EV Bozen   | 1          | 4          |   |   |         |         |        |        |        |  |
|  | Zoldo            | Zoldo            | Zoldo            | 10               | 7                |  |  | Zoldo      | Zoldo      | Zoldo      | 3          | 7          |   |   |         |         |        |        |        |  |
|  | Kaltern-Caldaro  | Kaltern-Caldaro  | Kaltern-Caldaro  | 4                | 5                |  |  |            |            |            |            |            |   |   |         |         |        |        |        |  |

‡: partita terminata all'extratime

## Coppa Italia
La coppa Italia 1998 fu la quarta edizione del torneo, che venne riproposta dopo 7 anni dall'ultima edizione.
|  | Semifinali      | Semifinali      | Semifinali |            |               | Finale        | Finale | Finale |  |
|  |                 |                 |            |            |               |               |        |        |  |
|  | Bruneck-Brunico | Bruneck-Brunico | 1          |            |               |               |        |        |  |
|  | Bruneck-Brunico | Bruneck-Brunico | 1          |            |               |               |        |        |  |
|  | Fassa Falcons   | Fassa Falcons   | 5          |            |               |               |        |        |  |
|  | Fassa Falcons   | Fassa Falcons   | 5          |            | Fassa Falcons | Fassa Falcons | 0      |        |  |
|  |                 |                 |            |            | Fassa Falcons | Fassa Falcons | 0      |        |  |
|  |                 |                 | CourmAosta | CourmAosta | 4             |               |        |        |  |
|  | Cortina         | Cortina         | CourmAosta | CourmAosta | 4             | 3             |        |        |  |
|  | Cortina         | Cortina         |            |            |               |               |        |        |  |
|  | CourmAosta      | CourmAosta      | 4          |            |               |               |        |        |  |

 L'Hockey Club CourmAosta vince la sua prima Coppa Italia, che è anche il primo trofeo per la squadra di Courmayeur.